# Murrieta
Murrieta és una població dels Estats Units a l'estat de Califòrnia. Segons el cens del 2008 tenia 100.173 habitants.

## Demografia
Segons el cens del 2000, Murrieta tenia 44.282 habitants, 14.320 habitatges, i 11.699 famílies. La densitat de població era de 602,2 habitants/km².
Dels 14.320 habitatges en un 47,5% hi vivien nens de menys de 18 anys, en un 70,2% hi vivien parelles casades, en un 8,1% dones solteres, i en un 18,3% no eren unitats familiars. En el 14,5% dels habitatges hi vivien persones soles el 6,7% de les quals corresponia a persones de 65 anys o més que vivien soles. El nombre mitjà de persones vivint en cada habitatge era de 3,08 i el nombre mitjà de persones que vivien en cada família era de 3,42.
Per edats la població es repartia de la següent manera: un 33,7% tenia menys de 18 anys, un 6,4% entre 18 i 24, un 30,8% entre 25 i 44, un 17,6% de 45 a 60 i un 11,4% 65 anys o més.
L'edat mediana era de 34 anys. Per cada 100 dones de 18 o més anys hi havia 92,7 homes.
La renda mediana per habitatge era de 67.720 $ i la renda mediana per família de 65.904 $. Els homes tenien una renda mediana de 49.107 $ mentre que les dones 32.468 $. La renda per capita de la població era de 23.290 $. Entorn del 3% de les famílies i el 4,3% de la població estaven per davall del llindar de pobresa.

## Poblacions més properes
El següent diagrama mostra les poblacions més properes.